# Valerio Olgiati
Pour les articles homonymes, voir Olgiati.
 (janvier 2012).
Si vous disposez d'ouvrages ou d'articles de référence ou si vous connaissez des sites web de qualité traitant du thème abordé ici, merci de compléter l'article en donnant les références utiles à sa vérifiabilité et en les liant à la section « Notes et références ».
Valerio Olgiati, né le 18 juillet 1958 à Coire, en Suisse, est un architecte suisse. Il est le fils de Rudolf Olgiati (de), lui-même architecte suisse.

## Biographie
Valerio Olgiati a étudié l’architecture à l'École polytechnique fédérale de Zurich (ETH) de 1980 à 1986. Avec Frank Escher, il codirige un cours d’architecture à Los Angeles de 1993 à 1995. En 1996, il ouvre sa propre agence à Zurich, et en 2008, avec sa femme, Tamara Olgiati, à Flims. 
En 1998, Valerio Olgiati a été professeur invité à l’ETH de Zurich pendant deux ans, puis en 2002 à l’école d’architecture de Londres (Architectural Association School of Architecture), et à l’Université Cornell à Ithaca, New-York en 2005. Depuis 2002, il est également professeur de projet d’architecture à l’Académie d’Architecture de Mendrisio (CH).
Parmi les distinctions qu’il a obtenues, on retrouve la mention spéciale du « Prix d’Allemagne de l’Architecture ». Il a également reçu en quatre occasions le prix du « Meilleur Bâtiment Suisse » ainsi que le prix suisse du béton pour l’École à Paspels, la Maison K+N, l’Atelier Bardill et le Centre des visiteurs du Parc National Suisse.
De nombreuses de ses réalisations sont publiées dans des revues d’architecture les plus connues dans le monde.[Lesquelles ?] En 2011, un numéro de El Croquis lui est entièrement consacré et présente ses projets de 1996 à 2011.

## Philosophie
Valerio Olgiati affirme que « rien dans ses bâtiments n’a été dessiné » à propos d’un projet lauréat d’un concours pour un édifice de bureaux à Zurich. Il dit également que ses projets sont comme ils sont parce qu’il « ne crée rien » et qu’il « ne fait pas de croquis pour concevoir le design d’un bâtiment ».
Dans l'interview donnée dans le numéro 156 de El Croquis : El Inventario Conceptual de Valerio Olgiati (p. 16-39), il déclare qu’il aspire à produire une architecture qui, en dernière instance, soit ‘seulement’ abstraite.

## Quelques projets

### La Maison Jaune (1995-1999)

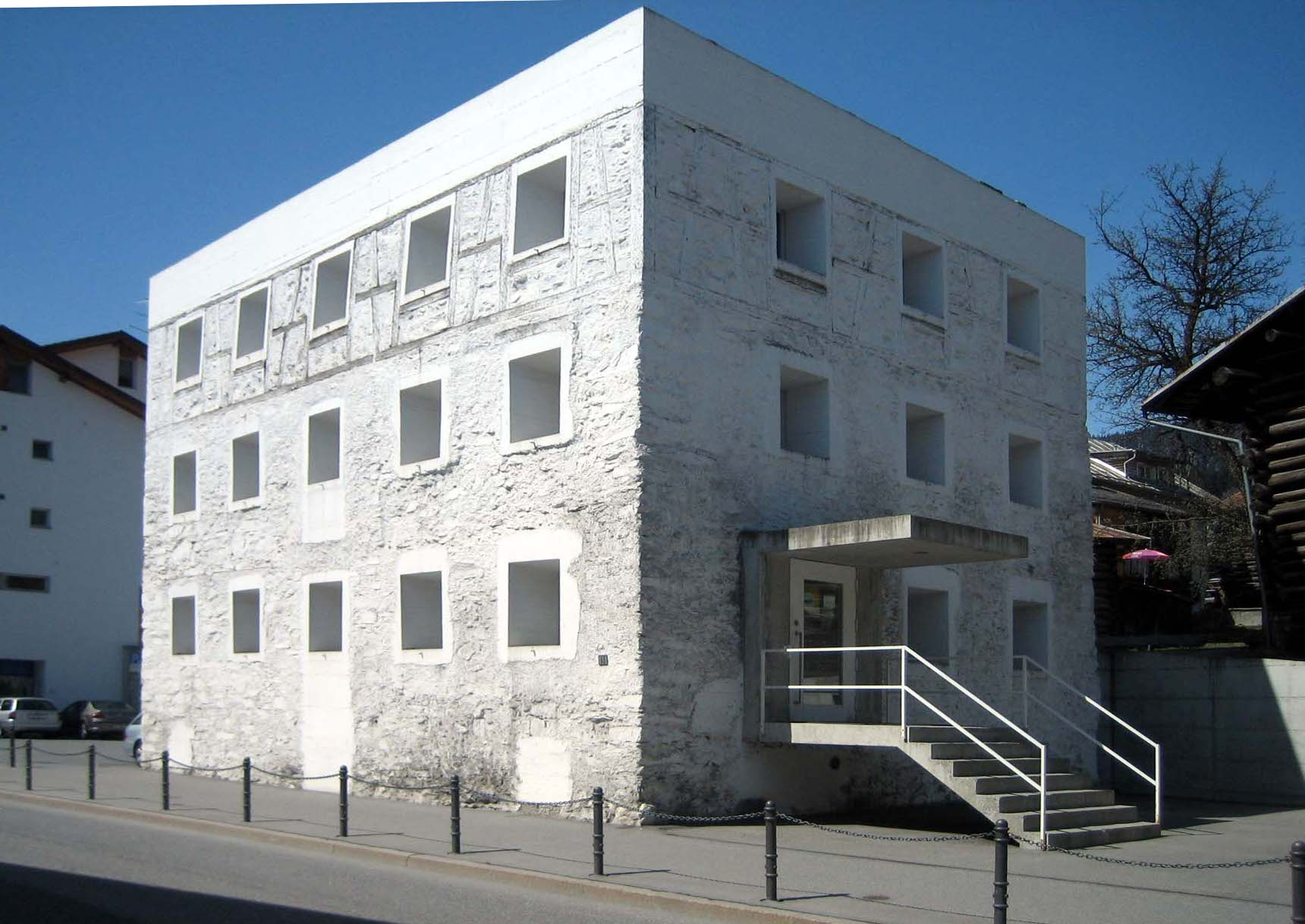
Maison Jaune à Flims (1995-1999).

Son nom vient de la couleur du bâtiment préexistant puisqu’il s’agit d’une reconversion de bâtiment. Face au caractère traditionnel de l’édifice d’origine, Valerio Olgiati a décidé de rompre ce caractère en transformant le bâtiment en un prisme blanc abstrait, avec quelques creux, tous de la même taille, et disposés régulièrement qui donne un caractère énigmatique au bâtiment. La forte épaisseur des murs et le fait que les menuiseries ne soient pas apparentes de l’extérieur, on a l’impression que les creux sont de réels trous percés dans un grand volume. Le caractère énigmatique est renforcé par la coexistence de la blancheur immaculée qui couvre de façon homogène les murs et la couverture et de la texture irrégulière qui donne l’impression que le revêtement antérieur aurait été arraché de la façade et que le contour des trous aurait été redéfini irrégulièrement avec du béton. Dans le contexte tranquille de la ville de Flims, la Maison Jaune apparait comme une apparition fantasmagorique.
L’intérieur de la Maison Jaune est destiné à des expositions et est construit avec du bois massif avec des étages diaphanes sauf au niveau de l’escalier et d’un pilier qui joue un rôle décisif dans la configuration de l’espace. Après avoir défendu l’architecture divisive – qui compartiment une figure unitaire – face à l’architecture additive et compositrice, Valerio Olgiati se rend compte que la plupart de ses projets sont toujours des carrés. Mais après tout, le carré est la forme qui est en relation avec le non-référentiel et le non-contextuel. Pour préserver l’intégrité du carré, le pilier ne se situe pas au centre – ce qui donnerait quatre espaces égaux – mais décalé de ce dernier, grâce auquel les différentes tailles et proportions des figures résultantes ne questionne pas l’unité du quadrilatère.

### Le projet du Lac Cauma (1997-2002)
Ce bâtiment est également composé d’une forme unitaire, un volume prismatique entouré d’eau. Le volume est construit en un monolithe de béton blanc. On retrouve dans ce bâtiment, un caractère énigmatique tant par sa forme que par sa position, au moins en été, quand les eaux du lac montent de plusieurs mètres (entre cinq et huit mètres) comme la conséquence de la fonte des neiges. L’édifice apparaît alors comme un pavillon flottant qui offre une vue panoramique en étant ouvert des quatre côtés.
Cependant, lorsqu’on entre à l’intérieur, on découvre que deux niveaux submergés dans un coffre de double enveloppe, comme si c’était un bateau à double coques. En face de ce corps submergé, on trouve un espace de double hauteur. Dans ce bâtiment, on a une opposition entre l’espace supérieur, horizontal et ouvert, et l’espace inférieur, vertical et fermé, bien que ce dernier comporte une ouverture pour contempler le fond du lac.

### L’Atelier Bardill (2002-2007)

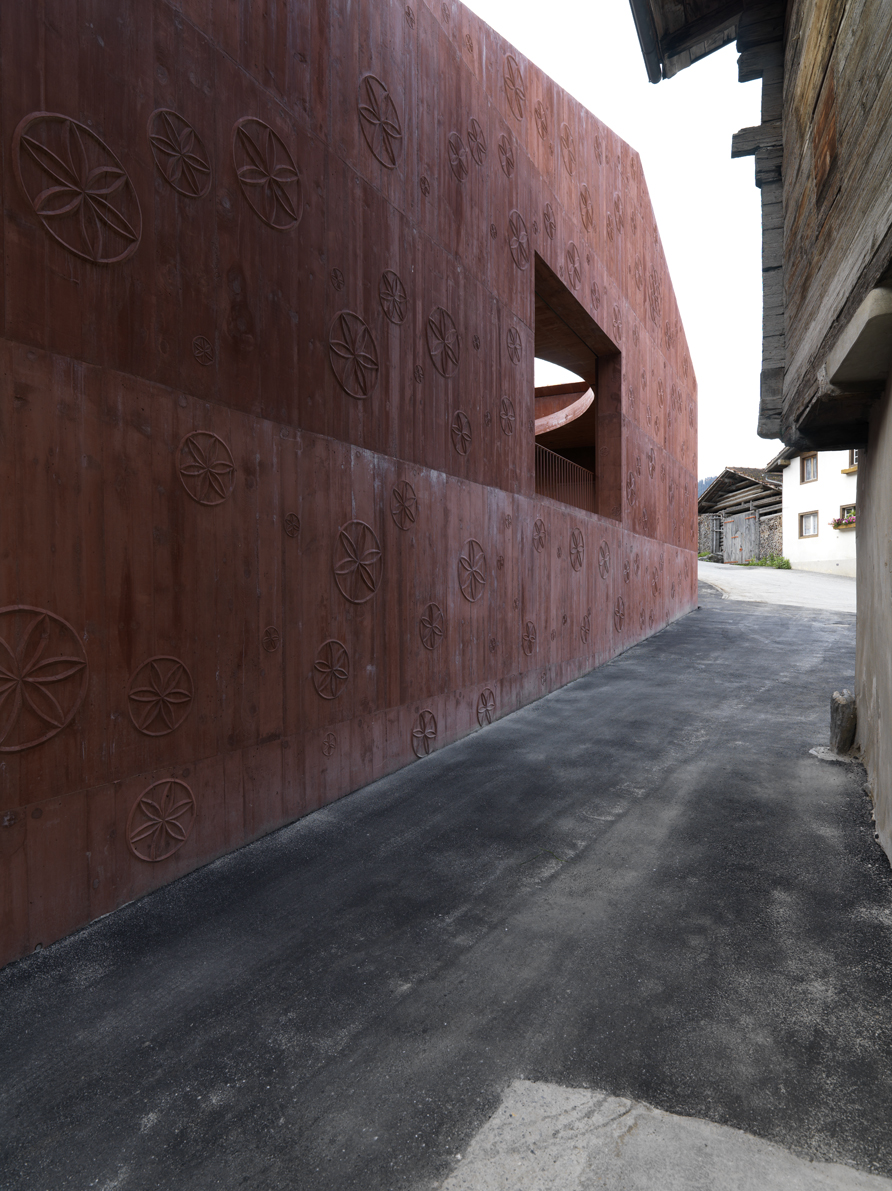
Atelier Bardill à Scharans (2002-2007).

L'atelier Bardill est un atelier réalisé pour un musicien dans le village de Scharans. Pour construire ce bâtiment, il a d’abord fallu démolir une construction rustique qui occupait la parcelle, et les responsables de la municipalité ont décidé que le nouvel édifice, celui conçu par Valerio Olgiati, devrait maintenir exactement le volume que prenait l’ancien bâtiment. De l’extérieur, on ne perçoit qu’un seul volume unique alors qu’en réalité, seulement une partie sert d’habitation pour des raisons liées au budget, le reste du volume est transformé en patio, invisible de l’extérieur. 
Le bâtiment est construit en béton teinté dans la masse d’une couleur rouge avec des tons bruns (similaire à la terre cuite). Selon la plus ou moins grande quantité de lumière, les murs apparaissent plutôt rouges ou plutôt bruns. L’oscillation entre le terreux et l’artificiel est une caractéristique bien marqué par Valerio Olgiati dans cet atelier, dans lequel on obtient une atmosphère étrange et énigmatique. Une autre caractéristique de cet édifice est l’ornementation en relief qui sont des rosaces réalisées avec la précision de la géométrie et l’imprécision du travail artisanal, ce qui lui confère une certaine présence mais qui, cependant, manifeste une opposition entre deux façons de travailler. Une seconde opposition se fait au niveau de la forme du patio dont le plan est trapézoïdal mais la couverture est une dalle horizontale ouverte par une ellipse.

## Prix
- 1993 : Récompense du Prix d'Allemagne d'Architecture pour la Maison Kucher, Rottenburg am Neckar (ALL)
- 1994 : Bourse d'art helvétique, Suisse
- 1995 : Prix helvétique pour l'art libre (avec Frank Escher), Suisse
- 1995 : Récompense pour la Maison Kucher, Rottenburg am Neckar (ALL), par la chambre d'architecte le Baden-Wurtemberg, Allemagne
- 1998 : Récompense du « Meilleur Bâtiment Suisse 1998 », Lièvre de Bronze, pour l'École à Paspels (CH), Suisse
- 1999 : Récompense du « Meilleur Bâtiment Suisse 1999 », Lièvre d'Or, pour la Maison Jaune à Flims (CH), Suisse
- 1999 : Prix International d'Architecture « Une Nouvelle Construction dans les Alpes », « Sexten-Kultur », pour l’École à Paspels (CH), Italie
- 2001 : Récompense « Bonnes Constructions dans le Canton des Grisons » pour l’École à Paspels (CH), et la Maison Jaune à Flims (CH), Suisse
- 2001 : Prix de l'Architecture Béton pour l'École à Paspels (CH), Suisse
- 2006 : Prix International d'Architecture « Une Nouvelle Construction dans les Alpes », « Sexten-Kultur », pour la Maison Jaune à Flims (CH), Italie
- 2007 : Récompense du « Meilleur Bâtiment Suisse 2007 », Lièvre de Bronze, pour l'Atelier Bardill à Scharans (CH), Suisse
- 2008 : Récompense du « Meilleur Bâtiment Suisse 2008 », Lièvre d'Or, pour le Centre de Visiteurs du Parc National Suisse à Zernez (CH), Suisse
- 2009 : Membre d'honneur de l'Institut Royal d'Architectes Britanniques, Londres (GB)
- 2009 : Prix de l'Architecture Béton pour la Maison K+N à Wollerau (CH), le Centre de Visiteurs du Parc National Suisse à Zernez (CH) et l'Atelier Bardill à Scharans (CH), Suisse
- 2010 : Récompense du « Meilleur Bâtiment Suisse 2010 », Lièvre de Bronze, rez-de-chaussée surélevé, pour l'Entrée au grand bâtiment du Conseil à Coire (CH), Suisse

## Réalisations

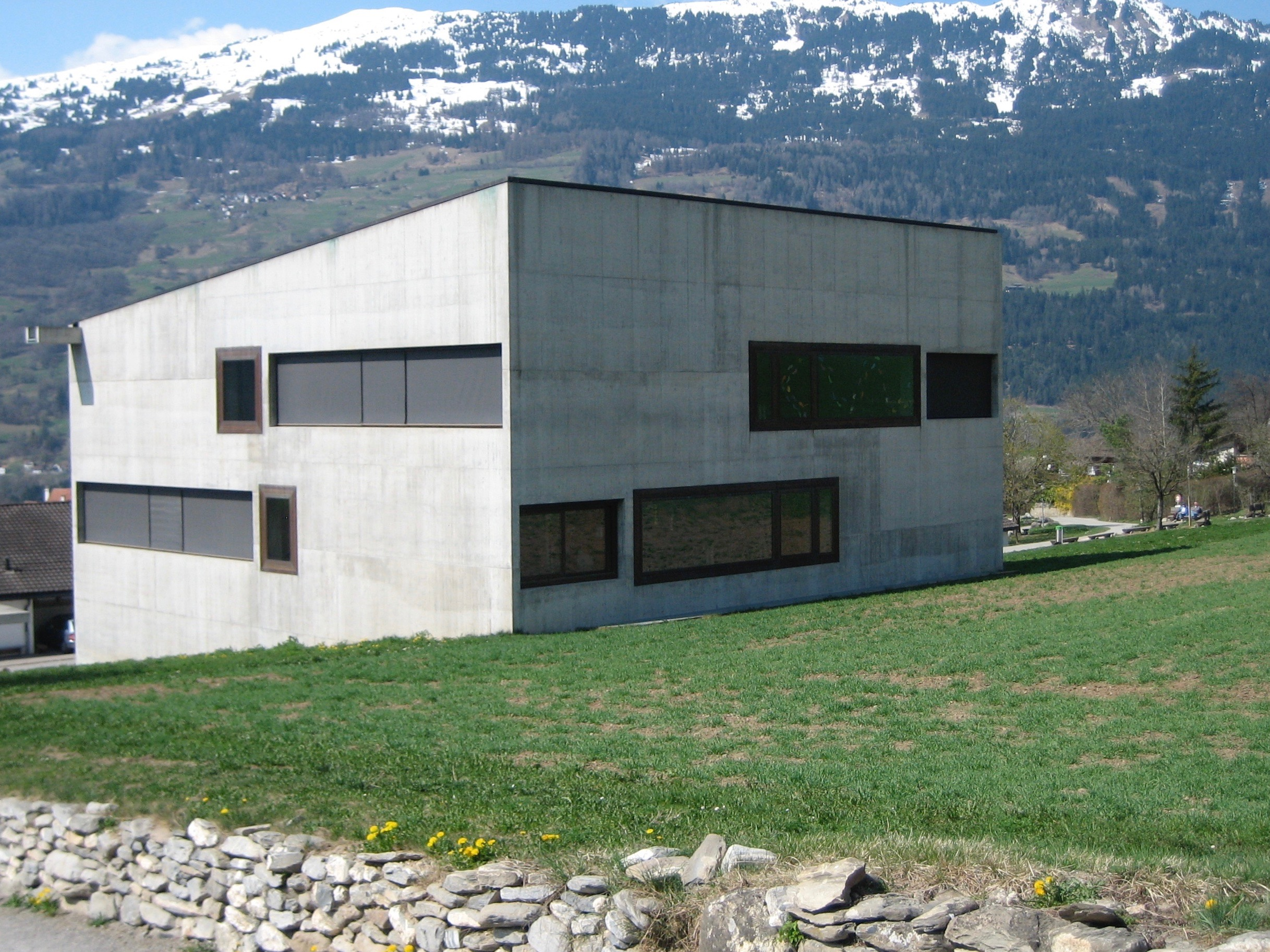
École à Paspels (1996-1998).

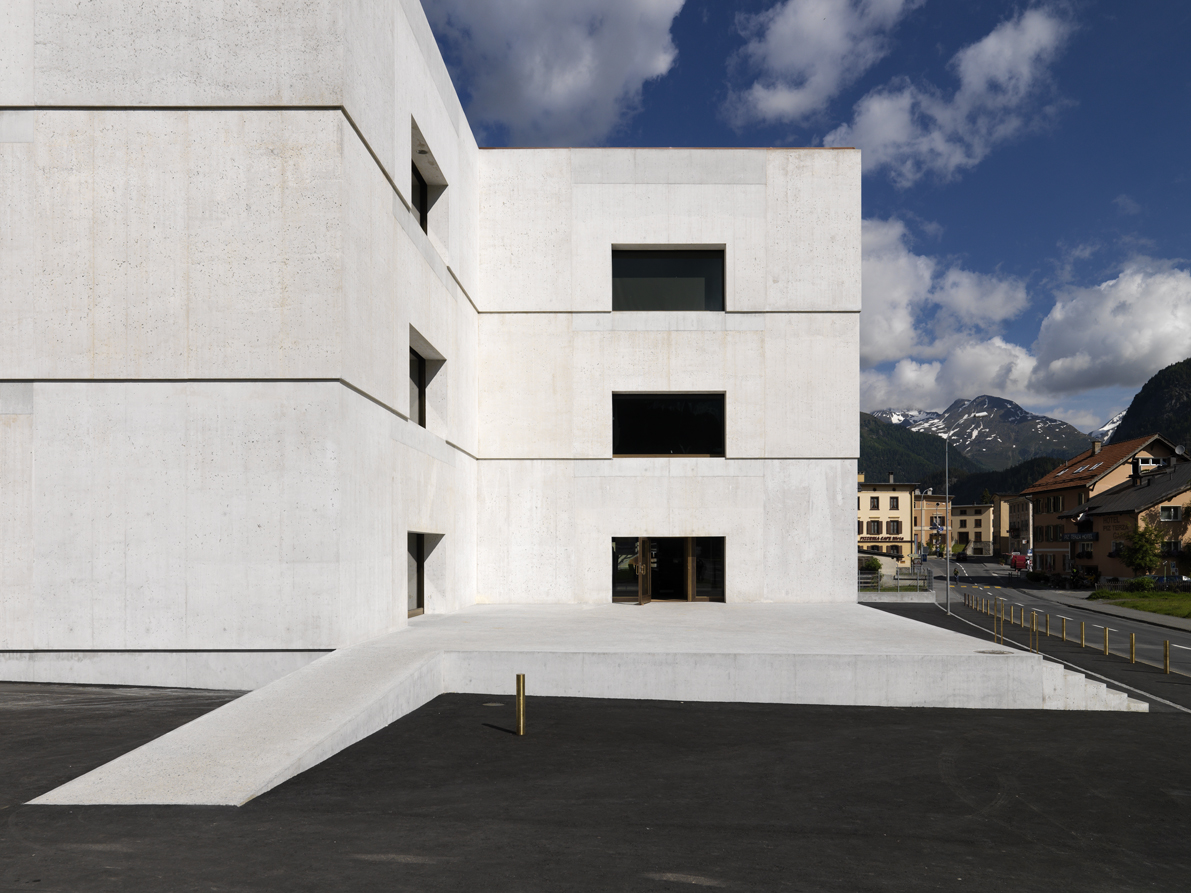
Centre des visiteurs du Parc National Suisse à Zernez (2002-2008).

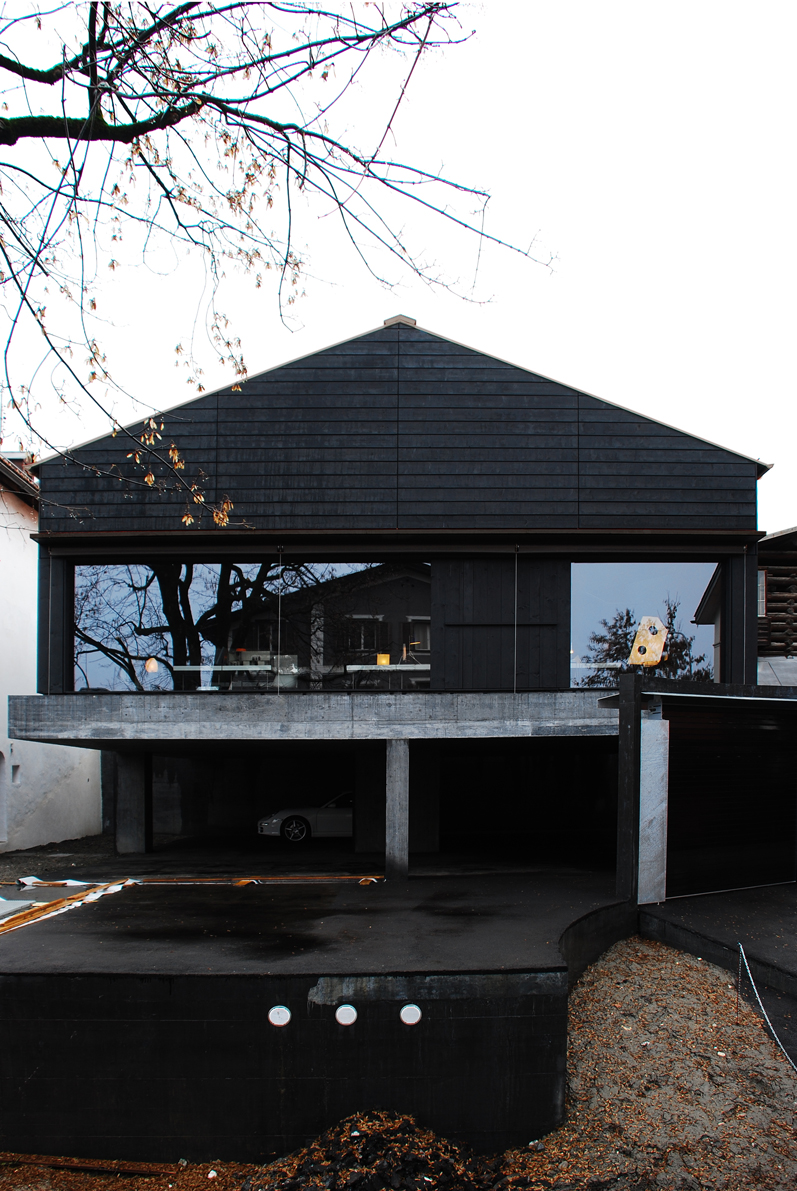
Agence Valerio Ogiati à Flims (2003-2008).

- 1983-1984 : Maison Fiala, Coire (CH), bâtiment neuf
- 1988-1991 : Maison Kucher, Rottenburg am Neckar (ALL), bâtiment neuf
- 1991 : Master Plan Cuncas, Sils (CH), concours : 3e prix
- 1995-1999 : Maison Jaune, Flims (CH), conversion
- 1996-1998 : Ecole à Paspels, Paspels (CH), bâtiment neuf
- 1997-2002 : Projet du Lac Cauma, Flims (CH), concours : 1er prix, et projet
- 2001 : Bureaux Binz, Zurich (CH), compétition : 1er prix
- 2001-2004 : Maison K+N, Wollerau (CH), bâtiment neuf
- 2001 : Auditorium du Château de Riom, Riom (CH), concours : 1er prix
- 2002-2007 : Atelier Bardill, Scharans (CH), bâtiment neuf
- 2002-2008 : Centre des visiteurs du Parc National Suisse, Zernez (CH), bâtiment neuf
- 2003-2008 : Agence Valerio Olgiati, Flims (CH), bâtiment neuf
- 2003 : Cabine de projection Gornergrat, Zermatt (CH), concours : 1er prix (en collaboration avec Tamara Bonzi, Barbara Peterli, Javier Miguel Verme, Coire)
- 2003 : Université de Lucerne, Lucerne (CH), concours : 1er prix
- 2005 : Bâtiment commercial Carapuli, Tirana (ALB), concours : 2e prix
- 2006 : Bâtiment résidentiel Zug Süd Schleife, Zug (CH), concours : 1er prix
- 2008 : Musée XXI, Perm (RUS), concours : 1er prix
- 2008 : Bâtiment résidentiel Zug Nord Schleife, Zug (CH), concours : 1er prix
- 2008 : Entrée du Bâtiment Municipal, Coire (CH), concours : 1er prix
- 2008-2010 : Auditorium Plantahof, Landquart (CH), concours : 1er prix
- 2008 : Salle de concert Schlossgut Hohenbeilstein, Beilstein (ALL), concours : 1er prix

## Expositions
- 1998 : Galerie Aam, Milan (IT), « 1 progetto », conférence de présentation par Kenneth Framptom
- 1999 : École polytechnique fédérale suisse (ETH), Zurich (CH), « Das Gelbe Haus, Flims »
- 2002 : Musée Galerie, Bolzano (IT), « Valerio Olgiati – idee »
- 2009 : Institut Royal des Architectes Britanniques, Londres (GB), « Valerio Olgiati »
- 2011-2012 : MOMAT, Tokyo (JAP), “Valerio Olgiati”